# Harold Charles Stewart
Pour les articles homonymes, voir Stewart.
Harold Charles Stewart (1906 - 2001) est un pharmacologue et auteur médical britannique du XXe siècle. Il est lieutenant adjoint du Grand Londres de 1967 à 1982.

## Biographie
Il est né dans le sud de l'Angleterre le 23 novembre 1906, le fils du Dr Bernard Halley Stewart (fils de Sir Halley Stewart et de sa femme, Mabel Florence Wyatt) . Il fait ses études à la Mill Hill School de Londres. Il suit les traces de son père et obtient un diplôme général à l'Université de Cambridge, ce qui lui permet de continuer et d'étudier la médecine là-bas, où il obtient son diplôme MB ChB en 1931 puis son premier doctorat (MD) en 1935 et son deuxième (PhD) en 1941.
Pendant la Seconde Guerre mondiale, il fait partie de la Home Guard 1939/40 et à partir de 1941, il sert comme major dans le Royal Army Service Corps. Il est démobilisé en 1946. En 1950, il devient chef de la pharmacologie à la St Mary's Hospital Medical School de Londres, occupant ce poste jusqu'en 1974. Entre-temps, il est également lecteur en pharmacologie à l'Université de Londres, devenant professeur en 1965. Il est également membre du Conseil de recherche sur l'asthme et du Conseil médical sur l'alcoolisme (qu'il fonde conjointement en 1969 ). Il est également professeur au Gresham College. Il est conseiller officiel en pharmacologie auprès du ministère de la Défense et directeur général de l'Association des ambulances de Saint-Jean .
En 1974, il est élu membre de la Royal Society of Edinburgh, avec comme proposants Frederick Randall Smith, Sir Derrick Dunlop, Stanley Alstead et Sir David Cuthbertson .
Il est décédé le 7 décembre 2001 à l'âge de 95 ans.

## Famille
En 1929, il épouse Dorothy Irene Lowen. Après sa mort en 1969, l'année suivante, il se remarie à Audrey Patricia Nicolle. Il a un fils par son premier mariage: Ian Stewart (baron Stewartby) .

## Publications
- Médicaments dans la pratique anesthésique (1962)
- Traitement antibiotique concis (1970)